# باول دي فريس
باول دي فريس (بالإنجليزية: Paul de Vries)‏ هو لاعب كرة قدم غاني في مركز الهجوم، ولد في 3 مارس 1996 في أكرا في غانا. شارك مع منتخب غانا تحت 17 سنة لكرة القدم. أما مع النوادي، فقد لعب مع ليجون سيتيز.